# Altars of Madness
Altars of Madness este albumul de debut al formației americane de death metal Morbid Angel. Lansat pe 12 mai 1989 de Combat Records/Earache Records, acesta a fost înregistrat în decembrie 1988 la Morrisound Recording din Tampa, Florida. Unul dintre albumele care au contribuit la dezvoltarea melodiei genului alături de albumele Seven Churches (1985,Possessed) și Scream Bloody Gore (1987, Death), acesta a devenit cunoscut pentru versurile extreme și compozițiile muzicale complexe. Altars of Madness este unul dintre cele mai celebre albume din istoria genului death metal și unul dintre cele mai influente albume heavy metal din toate timpurile.

## Influență
Fanii și criticii de death metal consideră Altars of Madness unul dintre cele mai bune albume de death metal din toate timpurile. Jason Birchmeier de la Allmusic a susținut că „influența albumul nu poate fi negată”  și MetalSucks⁠(d) a declarat că este „imposibil să ignorăm importanța acestui album pentru genul death metal”. Revista britanică Terrorizer⁠(d) consideră acest album drept apogeul genului și al formației. Altars of Madness a ocupat primele poziții în listele cu cele mai bune albume ale death metalului alcătuite de revistele Decibel⁠(d) și Terrorizer. În aprilie 2006, albumul a fost inclus în Decibel Hall of Fame. Revista a susținut că albumul „va schimba complet death metalul”. Robban Becirovic de la Close-Up Magazine consideră că Altars of Madness reprezintă motivul pentru care death metalul a devenit popular în Suedia.

## Lista pieselor
Toate melodiile sunt compuse de Trey Azagthoth.
| Nr. | Titlu | Lungime |  |
| 1.  | „Immortal Rites” | 4:04    |  |
| 2.  | „Suffocation” | 3:15    |  |
| 3.  | „Visions from the Dark Side”                                                                                         | 4:10    |  |
| 4.  | „Maze of Torment” | 4:25    |  |
| 5.  | „Lord of All Fevers & Plague” (Melodie bonus pe CD; nu apare pe casetta original și pe versiunile lansate pe vinil.) | 3:26    |  |
| 6.  | „Chapel of Ghouls”                                                                                                   | 4:58    |  |
| 7.  | „Bleed for the Devil”                                                                                                | 2:23    |  |
| 8.  | „Damnation” | 4:10    |  |
| 9.  | „Blasphemy” | 3:31    |  |
| 10. | „Evil Spells” | 4:13    |  |

## Membrii formației
- David Vincent – bas, voce
- Trey Azagthoth – chitară
- Richard Brunelle – chitară
- Pete Sandoval – tobe

### Producție
- Dig⁠(d) – producător executiv
- Morbid Angel – aranjament⁠(d), producție
- Tom Morris – inginerie, mixare